# Зал славы рестлинга Джорджа Трагоса/Лу Теза
Зал славы рестлинга Джорджа Трагоса/Лу Теза — музей и славы рестлинга, расположенный на территории Национального зала славы и музея борьбы в музее Дэна Гейбла. Зал славы чествует рестлеров с сильным борцовски прошлым, оказавших влияние на рестлинг. Он назван в честь Лу Теза, который помог его создать, и его тренера Джорджа Трагоса.
Зал славы был основан в 1999 году в Ньютоне, Айова, но в 2007 году переехал в Уотерлу, Айова. Музей пострадал от сильного наводнения в Айове в 2008 году, но вновь открылся в июне 2009 года. Историк рестлинга и журналист Майк Чепмен занимал пост исполнительного директора музея, пока Кайл Клингман не сменил его в ноябре 2009 года.
На церемонии в Зал славы происходит введения. В течение выходных в связи с этим событием проводятся и другие мероприятия, например, турнир «Классика Зала славы» местного независимого промоушена Impact Pro Wrestling в 2017 и 2018 годах.

## Номинации
- Премия имени Фрэнка Готча — названная в честь члена Зала славы Фрэнка Готча, эта награда присуждается людям в рестлинге, которые принесли положительное признание индустрии благодаря работе за её пределами[10].
- Премия имени Джеймса К. Мелби — Джеймс К. Мелби был первым лауреатом этой награды, и впоследствии она была названа в его честь. Она присуждается за выдающиеся достижения в написании материалов о рестлинге или сохранении истории[11].
- Премия имени Лу Теза — награда присуждается тем представителям индустрии рестлинга, которые использовали свои навыки в сфере общественной службы[9].
- Премия имени Джорджа Трагоса — награда присуждается борцам, добившимся успехов в смешанных единоборствах[9].
- Премия имени Гордона Солье — награда присуждается за выдающиеся достижения в области вещания рестлинга[12].